# Meteosat
.

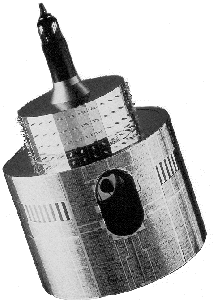
Meteosat, eerste generatie

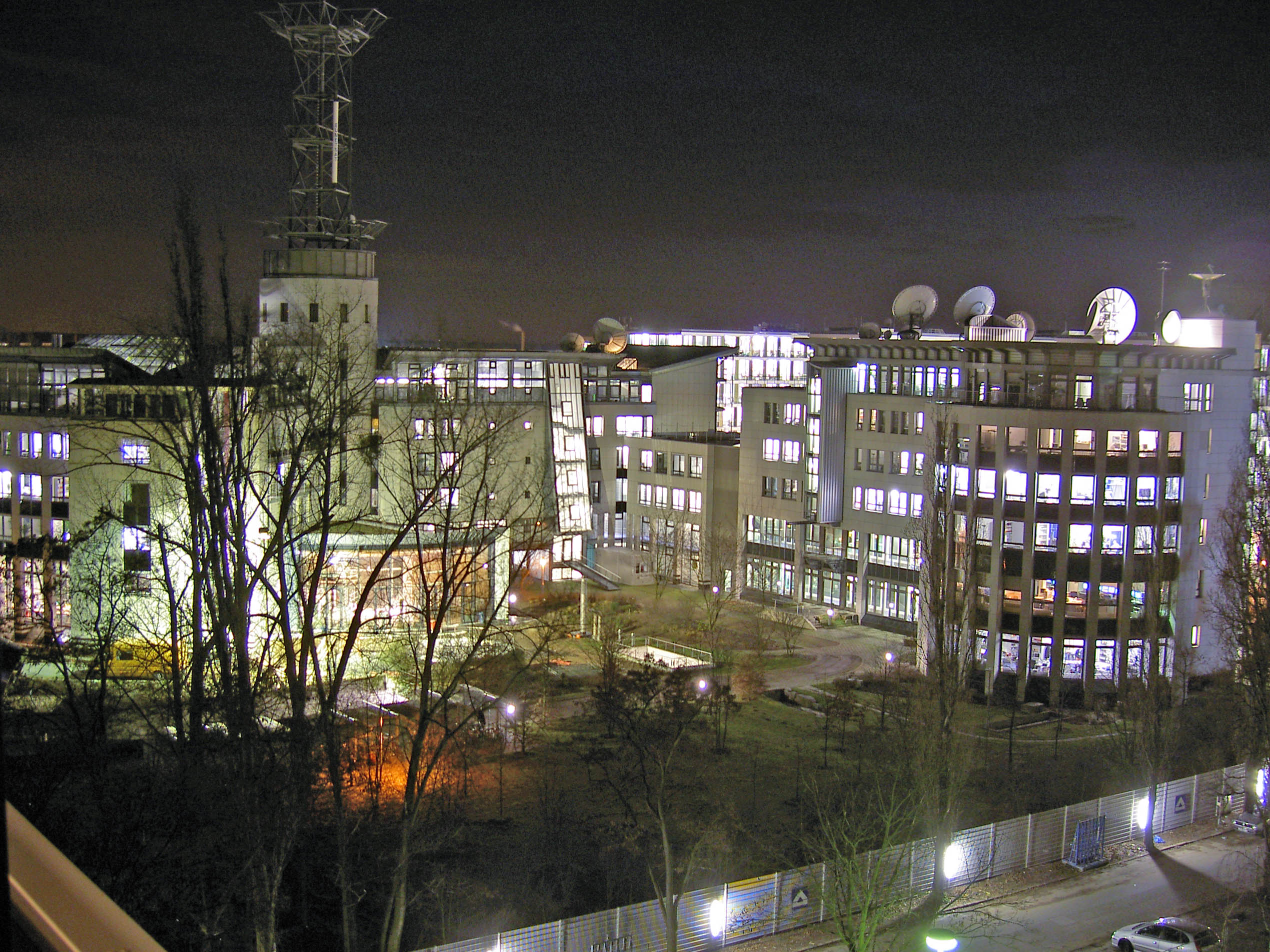
Hoofdkwartier EUMETSAT in Darmstadt

Meteosat is de naam van een serie geosynchrone weersatellieten van de Europese ruimtevaartorganisaties ESA en EUMETSAT. De actieve satellieten bevinden zich in een geostationaire baan ter hoogte van de evenaar. De Meteosat satellieten zijn voor het merendeel operationeel voor het gebied Europa en Afrika. Na een verloop van tijd worden de satellieten langs de evenaar naar een andere lengtegraad verplaatst om daar nog een aantal jaren dienst te doen.

## Historie
Meteosat 1 t/m 4 zijn ontwikkeld en beheerd door ESA, de latere door EUMETSAT. Na gebruik worden de Meteosat satellieten uit de geostationaire baan gehaald en in een zogenaamde kerkhofbaan enkele honderden kilometers daarboven gebracht. Dit is geen echte baan maar een regio waar oude satellieten geen bedreiging vormen voor degenen die nog in dienst zijn. Dit beschermde gebied is ingesteld op geostationaire hoogte (36.000 km) plus 200 km.

## 2egeneratie

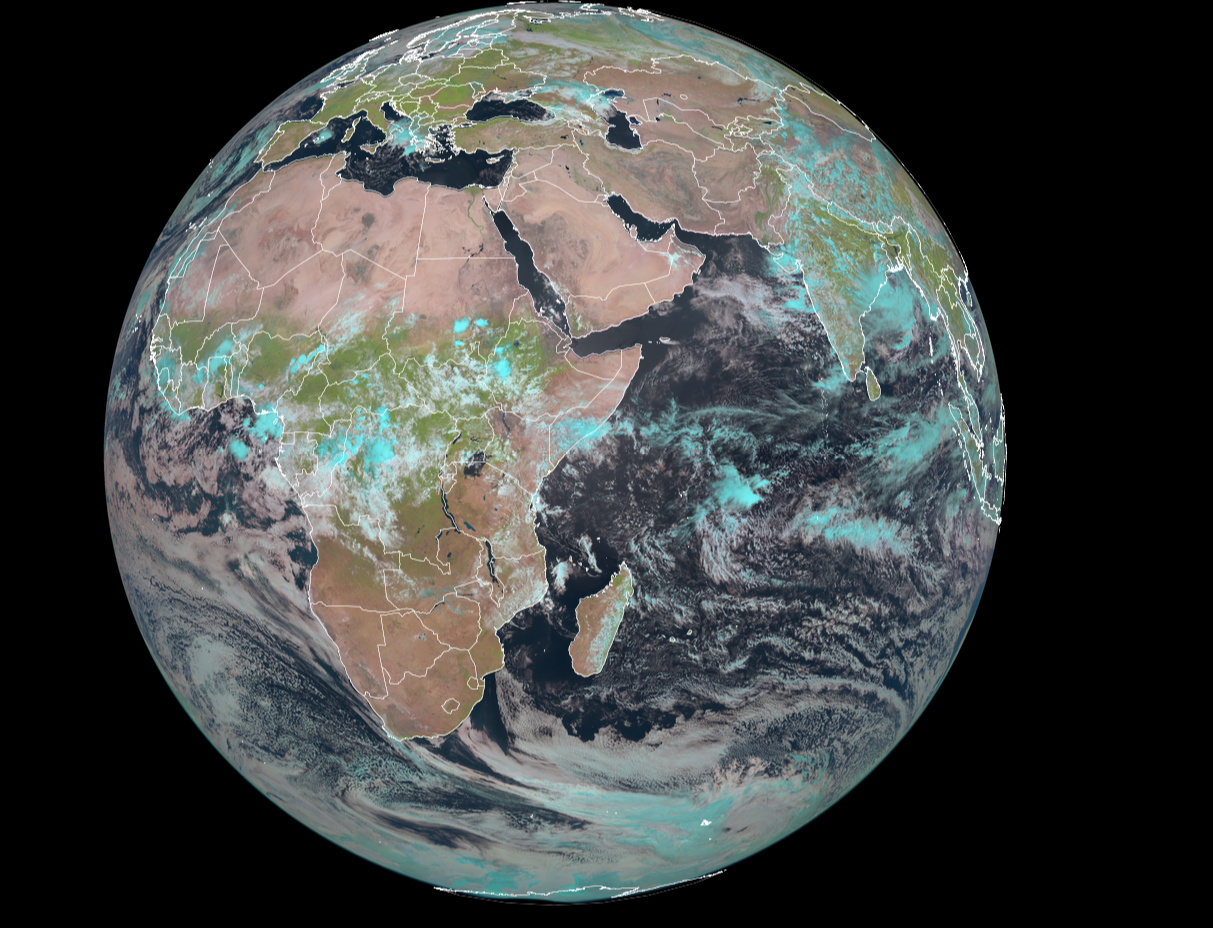
Beeldmateriaal Meteosat 8

Meteosat 8 was in 2002 de eerste uit een tweede generatie Meteosat satellieten (Meteosat Second Generation). Die generatie satellieten bood sterk verbeterde eigenschappen ten opzichte van de eerste generatie. De satellieten maakten opnamen in meer verschillende spectrale kanalen dan hun voorgangers (12 in plaats van 3) en deed dat met een hogere frequentie (iedere 15 in plaats van iedere 30 minuten). Bovendien is het oplossend vermogen groter (3 km recht onder de satelliet in plaats van 5 km). De 2e generatie satellieten gaf Nederland weer in blokken van ongeveer 3 bij 6 kilometer.

## 3egeneratie
Bij de 3e generatie Meteosat satellieten (MTG) is de resolutie voor het Nederlandse grondoppervlak verbeterd tot blokken van 1 bij 2 kilometer. Daarnaast kan de satelliet elke tweeëneenhalve minuut satellietbeelden leveren voor Europa. Die zullen vooral voor bijzondere weersituaties worden gebruikt. De MTG-satelliet is uitgerust met een bliksemdetector. Deze detector is een zeer snelle camera die elke milliseconde een beeld maakt bij een specifieke golflengte. Ook levert de MTG-satelliet meer informatie over vocht in de atmosfeer wat een belangrijke rol speelt bij de vorming van bewolking, mist en neerslag.

## Lanceringen
Meteosat 1 is gelanceerd met een Amerikaanse Delta (Thor) draagraket, de overige met een Europese Ariane draagraket.

## Satellieten
| Type                 | Satelliet   | Aanduiding  | Lancering             | Uit dienst | Opmerking             |
| -------------------- | ----------- | ----------- | --------------------- | ---------- | --------------------- |
| 1e Generatie         | Meteosat 1  |             | 23-11-1977            | 25-11-1979 |                       |
| 1e Generatie         | Meteosat 2  |             | 19-06-1981            | 11-08-1988 |                       |
| 1e Generatie         | Meteosat 3  | Meteosat-P2 | 15-06-1988            | 31-05-1995 |                       |
| 1e Generatie         | Meteosat 4  | MOP-1       | 06-03-1989            | 08-11-1995 |                       |
| 1e Generatie         | Meteosat 5  | MOP-2       | 02-03-1991            | 16-04-2007 |                       |
| 1e Generatie         | Meteosat 6  | MOP-3       | 19-11-1993            | 15-04-2011 |                       |
| 1e Generatie         | Meteosat 7  | MOP-4       | 02-09-1997            | 31-03-2017 |                       |
| 2e Generatie         | Meteosat 8  | MSG-1       | 28-08-2002            | 01-07-2022 |                       |
| 2e Generatie         | Meteosat 9  | MSG-2       | 22-12-2005            |            | Operationeel tot 2025 |
| 2e Generatie         | Meteosat 10 | MSG-3       | 05-07-2012            |            | Operationeel tot 2030 |
| 2e Generatie         | Meteosat 11 | MSG-4       | 15-07-2015            |            | Operationeel tot 2033 |
| 3e Generatie         | Meteosat 12 | MTG-I1      | 13-12-2022            |            |                       |
| Geplande satellieten | Meteosat 13 | MTG-S1      | Q3 2024               |            |                       |
| Geplande satellieten | Meteosat 14 | MTG-I2      | Q1 2026               |            |                       |
| Geplande satellieten | Meteosat 15 | MTG-I3      | +/- 10 jaar na MTG-I1 |            |                       |
| Geplande satellieten | Meteosat 16 | MTG-S2      | +/- 10 jaar na MTG-S1 |            |                       |
| Geplande satellieten | Meteosat 17 | MTG-I4      | +/- 10 jaar na MTG-I3 |            |                       |